# Copa Mercosur 1999
La Copa Mercosur 1999 fue la segunda edición del torneo de clubes de la región meridional de América del Sur, organizado por la Confederación Sudamericana de Fútbol, en la que participaron equipos de cinco países: Argentina, Brasil, Chile, Paraguay y Uruguay.
Flamengo de Brasil se consagró campeón de la competición, arrebatándole el título en la final a Palmeiras, vencedor de la edición anterior.
En el certamen estuvo en juego, además, la Recopa Sudamericana 1998, disputada entre Cruzeiro —ganador de la Copa Libertadores 1997— y River Plate —campeón de la Supercopa Sudamericana 1997—. Ambos equipos coincidieron en el mismo grupo, ocasionando que Conmebol tomara la decisión de hacer que los enfrentamientos entre ambos en dicha instancia funcionasen también como los cruces definitorios de la Recopa.

## Formato
Los 20 participantes fueron divididos en cinco grupos de 4 equipos, donde cada uno enfrentó a sus rivales de zona bajo un sistema de liguilla a doble rueda, ida y vuelta. Los equipos ubicados en el primer puesto de cada grupo y los tres mejores segundos accedieron a los cuartos de final, donde entró en juego el sistema de eliminación directa. Hasta las semifinales inclusive, ante la igualdad de puntos, obtenía la clasificación el equipo con mejor diferencia de goles; de persistir el empate, se efectuaron tiros desde el punto penal. En la final, en caso de que los dos equipos tuvieran la misma cantidad de puntos luego de los dos primeros partidos, se disputaría un encuentro desempate para definir al campeón.
|                             |                             | Equipos que entran en esta fase                                                                      | Equipos que provienen de la fase anterior                                           |
| --------------------------- | --------------------------- | --- | ----------------------------------------------------------------------------------- |
| Fase de grupos (20 equipos) | Fase de grupos (20 equipos) | - 7 equipos de Brasil - 6 equipos de Argentina - 3 equipos de Chile - 2 equipo de Paraguay y Uruguay |                                                                                     |
| Fases finales (8 equipos)   | Fases finales (8 equipos)   | | - 5 equipos primeros de la Fase de grupos - 3 equipos segundos de la Fase de grupos |

## Equipos participantes
Todos los equipos participaron en calidad de invitados.
| País                      | Equipo                                                                         |
| ------------------------- | ------------------------------------------------------------------------------ |
| Argentina 6 participantes | Boca Juniors Independiente Racing Club River Plate San Lorenzo Vélez Sarsfield |
| Brasil 7 participantes    | Corinthians Cruzeiro Flamengo Grêmio Palmeiras São Paulo Vasco da Gama         |
| Chile 3 participantes     | Colo-Colo Universidad Católica Universidad de Chile                            |
| Paraguay 2 participantes  | Cerro Porteño Olimpia                                                          |
| Uruguay 2 participantes   | Nacional Peñarol                                                               |

### Distribución geográfica de los equipos
Distribución geográfica de las sedes de los equipos participantes:

## Fase de grupos

### Grupo A
| Equipo      | Pts. | PJ | PG | PE | PP | GF | GC | DG  |
| ----------- | ---- | -- | -- | -- | -- | -- | -- | --- |
| Cruzeiro    | 16   | 6  | 5  | 1  | 0  | 16 | 2  | 14  |
| Palmeiras   | 11   | 6  | 3  | 2  | 1  | 19 | 10 | 9   |
| River Plate | 7    | 6  | 2  | 1  | 3  | 8  | 11 | –3  |
| Racing Club | 0    | 6  | 0  | 0  | 6  | 2  | 22 | –20 |

| \| Fecha \| Lugar \| Local \| Resultado \| Visitante \| \| ---------------- \| -------------- \| ----------- \| --------- \| ----------- \| \| 27 de julio \| Buenos Aires \| River Plate \| 3:3 \| Palmeiras \| \| 3 de agosto \| Belo Horizonte \| Cruzeiro \| 2:0[n 1] \| River Plate \| \| 5 de agosto \| São Paulo \| Palmeiras \| 7:0 \| Racing Club \| \| 12 de agosto \| Buenos Aires \| River Plate \| 4:0 \| Racing Club \| \| 26 de agosto \| São Paulo \| Palmeiras \| 2:2 \| Cruzeiro \| \| 1 de septiembre \| Belo Horizonte \| Cruzeiro \| 2:0 \| Racing Club \| \| 2 de septiembre \| São Paulo \| Palmeiras \| 3:0 \| River Plate \| \| 9 de septiembre \| Avellaneda \| Racing Club \| 2:4 \| Palmeiras \| \| 15 de septiembre \| Avellaneda \| Racing Club \| 0:4 \| Cruzeiro \| \| 23 de septiembre \| Buenos Aires \| River Plate \| 0:3[n 1] \| Cruzeiro \| \| 6 de octubre \| Avellaneda \| Racing Club \| 0:1 \| River Plate \| \| 7 de octubre \| Belo Horizonte \| Cruzeiro \| 3:0 \| Palmeiras \| |                |             |           |             |
| Fecha | Lugar          | Local       | Resultado | Visitante   |
| 27 de julio | Buenos Aires   | River Plate | 3:3       | Palmeiras   |
| 3 de agosto | Belo Horizonte | Cruzeiro    | 2:0       | River Plate |
| 5 de agosto | São Paulo      | Palmeiras   | 7:0       | Racing Club |
| 12 de agosto | Buenos Aires   | River Plate | 4:0       | Racing Club |
| 26 de agosto | São Paulo      | Palmeiras   | 2:2       | Cruzeiro    |
| 1 de septiembre | Belo Horizonte | Cruzeiro    | 2:0       | Racing Club |
| 2 de septiembre | São Paulo      | Palmeiras   | 3:0       | River Plate |
| 9 de septiembre | Avellaneda     | Racing Club | 2:4       | Palmeiras   |
| 15 de septiembre | Avellaneda     | Racing Club | 0:4       | Cruzeiro    |
| 23 de septiembre | Buenos Aires   | River Plate | 0:3       | Cruzeiro    |
| 6 de octubre | Avellaneda     | Racing Club | 0:1       | River Plate |
| 7 de octubre | Belo Horizonte | Cruzeiro    | 3:0       | Palmeiras   |

### Grupo B
| Equipo          | Pts. | PJ | PG | PE | PP | GF | GC | DG |
| --------------- | ---- | -- | -- | -- | -- | -- | -- | -- |
| Independiente   | 11   | 6  | 3  | 2  | 1  | 7  | 5  | 2  |
| Corinthians     | 10   | 6  | 3  | 1  | 2  | 10 | 5  | 5  |
| Grêmio          | 8    | 6  | 2  | 2  | 2  | 5  | 6  | –1 |
| Vélez Sarsfield | 3    | 6  | 0  | 3  | 3  | 3  | 9  | –6 |

| \| Fecha \| Lugar \| Local \| Resultado \| Visitante \| \| ---------------- \| ------------ \| --------------- \| --------- \| --------------- \| \| 28 de julio \| São Paulo \| Corinthians \| 1:2 \| Independiente \| \| 28 de julio \| Buenos Aires \| Vélez Sarsfield \| 1:1 \| Grêmio \| \| 5 de agosto \| Avellaneda \| Independiente \| 1:1 \| Vélez Sarsfield \| \| 10 de agosto \| Buenos Aires \| Vélez Sarsfield \| 0:3 \| Corinthians \| \| 11 de agosto \| Porto Alegre \| Grêmio \| 2:0 \| Independiente \| \| 24 de agosto \| Porto Alegre \| Grêmio \| 1:0 \| Vélez Sarsfield \| \| 27 de agosto \| Porto Alegre \| Grêmio \| 0:0 \| Corinthians \| \| 16 de septiembre \| São Paulo \| Corinthians \| 4:1 \| Grêmio \| \| 21 de septiembre \| Buenos Aires \| Vélez Sarsfield \| 1:1 \| Independiente \| \| 28 de septiembre \| Avellaneda \| Independiente \| 2:0 \| Corinthians \| \| 5 de octubre \| São Paulo \| Corinthians \| 2:0 \| Vélez Sarsfield \| \| 5 de octubre \| Avellaneda \| Independiente \| 1:0 \| Grêmio \| |              |                 |           |                 |
| Fecha | Lugar        | Local           | Resultado | Visitante       |
| 28 de julio | São Paulo    | Corinthians     | 1:2       | Independiente   |
| 28 de julio | Buenos Aires | Vélez Sarsfield | 1:1       | Grêmio          |
| 5 de agosto | Avellaneda   | Independiente   | 1:1       | Vélez Sarsfield |
| 10 de agosto | Buenos Aires | Vélez Sarsfield | 0:3       | Corinthians     |
| 11 de agosto | Porto Alegre | Grêmio          | 2:0       | Independiente   |
| 24 de agosto | Porto Alegre | Grêmio          | 1:0       | Vélez Sarsfield |
| 27 de agosto | Porto Alegre | Grêmio          | 0:0       | Corinthians     |
| 16 de septiembre | São Paulo    | Corinthians     | 4:1       | Grêmio          |
| 21 de septiembre | Buenos Aires | Vélez Sarsfield | 1:1       | Independiente   |
| 28 de septiembre | Avellaneda   | Independiente   | 2:0       | Corinthians     |
| 5 de octubre | São Paulo    | Corinthians     | 2:0       | Vélez Sarsfield |
| 5 de octubre | Avellaneda   | Independiente   | 1:0       | Grêmio          |

### Grupo C
| Equipo               | Pts. | PJ | PG | PE | PP | GF | GC | DG  |
| -------------------- | ---- | -- | -- | -- | -- | -- | -- | --- |
| San Lorenzo          | 12   | 6  | 4  | 0  | 2  | 8  | 5  | 3   |
| Boca Juniors         | 10   | 6  | 3  | 1  | 2  | 10 | 5  | 5   |
| São Paulo            | 10   | 6  | 3  | 1  | 2  | 11 | 8  | 3   |
| Universidad Católica | 3    | 6  | 1  | 0  | 5  | 2  | 13 | –11 |

| \| Fecha \| Lugar \| Local \| Resultado \| Visitante \| \| ---------------- \| ------------ \| -------------------- \| --------- \| -------------------- \| \| 27 de julio \| Santiago \| Universidad Católica \| 1:0 \| San Lorenzo \| \| 1 de agosto \| Buenos Aires \| Boca Juniors \| 5:1 \| São Paulo \| \| 4 de agosto \| Buenos Aires \| San Lorenzo \| 1:0 \| Boca Juniors \| \| 11 de agosto \| Santiago \| Universidad Católica \| 0:3 \| São Paulo \| \| 25 de agosto \| São Paulo \| São Paulo \| 4:1 \| San Lorenzo \| \| 26 de agosto \| Buenos Aires \| Boca Juniors \| 1:0 \| Universidad Católica \| \| 7 de septiembre \| Buenos Aires \| San Lorenzo \| 4:0 \| Universidad Católica \| \| 8 de septiembre \| São Paulo \| São Paulo \| 1:1 \| Boca Juniors \| \| 22 de septiembre \| São Paulo \| São Paulo \| 2:0 \| Universidad Católica \| \| 22 de septiembre \| Buenos Aires \| Boca Juniors \| 0:1 \| San Lorenzo \| \| 7 de octubre \| Buenos Aires \| San Lorenzo \| 1:0 \| São Paulo \| \| 7 de octubre \| Santiago \| Universidad Católica \| 1:3 \| Boca Juniors \| |              |                      |           |                      |
| Fecha | Lugar        | Local                | Resultado | Visitante            |
| 27 de julio | Santiago     | Universidad Católica | 1:0       | San Lorenzo          |
| 1 de agosto | Buenos Aires | Boca Juniors         | 5:1       | São Paulo            |
| 4 de agosto | Buenos Aires | San Lorenzo          | 1:0       | Boca Juniors         |
| 11 de agosto | Santiago     | Universidad Católica | 0:3       | São Paulo            |
| 25 de agosto | São Paulo    | São Paulo            | 4:1       | San Lorenzo          |
| 26 de agosto | Buenos Aires | Boca Juniors         | 1:0       | Universidad Católica |
| 7 de septiembre | Buenos Aires | San Lorenzo          | 4:0       | Universidad Católica |
| 8 de septiembre | São Paulo    | São Paulo            | 1:1       | Boca Juniors         |
| 22 de septiembre | São Paulo    | São Paulo            | 2:0       | Universidad Católica |
| 22 de septiembre | Buenos Aires | Boca Juniors         | 0:1       | San Lorenzo          |
| 7 de octubre | Buenos Aires | San Lorenzo          | 1:0       | São Paulo            |
| 7 de octubre | Santiago     | Universidad Católica | 1:3       | Boca Juniors         |

### Grupo D
| Equipo        | Pts. | PJ | PG | PE | PP | GF | GC | DG |
| ------------- | ---- | -- | -- | -- | -- | -- | -- | -- |
| Peñarol       | 12   | 6  | 3  | 3  | 0  | 10 | 7  | 3  |
| Nacional      | 10   | 6  | 3  | 1  | 2  | 10 | 6  | 4  |
| Vasco da Gama | 8    | 6  | 2  | 2  | 2  | 9  | 8  | 1  |
| Cerro Porteño | 2    | 6  | 0  | 2  | 4  | 9  | 17 | –8 |

| \| Fecha \| Lugar \| Local \| Resultado \| Visitante \| \| ---------------- \| -------------- \| ------------- \| --------- \| ------------- \| \| 28 de julio \| Montevideo \| Nacional \| 3:1 \| Cerro Porteño \| \| 29 de julio \| Montevideo \| Peñarol \| 2:1 \| Vasco da Gama \| \| 3 de agosto \| Río de Janeiro \| Vasco da Gama \| 1:0 \| Nacional \| \| 11 de agosto \| Asunción \| Cerro Porteño \| 2:2 \| Peñarol \| \| 24 de agosto \| Asunción \| Cerro Porteño \| 1:1 \| Vasco da Gama \| \| 25 de agosto \| Montevideo \| Peñarol \| 0:0 \| Nacional \| \| 31 de agosto \| Río de Janeiro \| Vasco da Gama \| 1:1 \| Peñarol \| \| 7 de septiembre \| Montevideo \| Nacional \| 3:0 \| Vasco da Gama \| \| 15 de septiembre \| Montevideo \| Peñarol \| 3:2 \| Cerro Porteño \| \| 29 de septiembre \| Asunción \| Cerro Porteño \| 2:3 \| Nacional \| \| 5 de octubre \| Río de Janeiro \| Vasco da Gama \| 5:1 \| Cerro Porteño \| \| 5 de octubre \| Montevideo \| Nacional \| 1:2 \| Peñarol \| |                |               |           |               |
| Fecha | Lugar          | Local         | Resultado | Visitante     |
| 28 de julio | Montevideo     | Nacional      | 3:1       | Cerro Porteño |
| 29 de julio | Montevideo     | Peñarol       | 2:1       | Vasco da Gama |
| 3 de agosto | Río de Janeiro | Vasco da Gama | 1:0       | Nacional      |
| 11 de agosto | Asunción       | Cerro Porteño | 2:2       | Peñarol       |
| 24 de agosto | Asunción       | Cerro Porteño | 1:1       | Vasco da Gama |
| 25 de agosto | Montevideo     | Peñarol       | 0:0       | Nacional      |
| 31 de agosto | Río de Janeiro | Vasco da Gama | 1:1       | Peñarol       |
| 7 de septiembre | Montevideo     | Nacional      | 3:0       | Vasco da Gama |
| 15 de septiembre | Montevideo     | Peñarol       | 3:2       | Cerro Porteño |
| 29 de septiembre | Asunción       | Cerro Porteño | 2:3       | Nacional      |
| 5 de octubre | Río de Janeiro | Vasco da Gama | 5:1       | Cerro Porteño |
| 5 de octubre | Montevideo     | Nacional      | 1:2       | Peñarol       |

### Grupo E
| Equipo               | Pts. | PJ | PG | PE | PP | GF | GC | DG |
| -------------------- | ---- | -- | -- | -- | -- | -- | -- | -- |
| Olimpia              | 12   | 6  | 4  | 0  | 2  | 10 | 7  | 3  |
| Flamengo             | 10   | 6  | 3  | 1  | 2  | 16 | 8  | 8  |
| Colo-Colo            | 8    | 6  | 2  | 2  | 2  | 6  | 8  | –2 |
| Universidad de Chile | 4    | 6  | 1  | 1  | 4  | 4  | 13 | –9 |

| \| Fecha \| Lugar \| Local \| Resultado \| Visitante \| \| ---------------- \| -------------- \| -------------------- \| --------- \| -------------------- \| \| 27 de julio \| Río de Janeiro \| Flamengo \| 2:1 \| Olimpia \| \| 28 de julio \| Santiago \| Universidad de Chile \| 0:2 \| Colo-Colo \| \| 4 de agosto \| Santiago \| Colo-Colo \| 0:4 \| Flamengo \| \| 4 de agosto \| Asunción \| Olimpia \| 2:1 \| Universidad de Chile \| \| 12 de agosto \| Santiago \| Colo-Colo \| 1:0 \| Olimpia \| \| 26 de agosto \| Santiago \| Universidad de Chile \| 2:0 \| Flamengo \| \| 8 de septiembre \| Asunción \| Olimpia \| 3:1 \| Flamengo \| \| 9 de septiembre \| Santiago \| Colo-Colo \| 0:0 \| Universidad de Chile \| \| 15 de septiembre \| Santiago \| Universidad de Chile \| 1:2 \| Olimpia \| \| 21 de septiembre \| Río de Janeiro \| Flamengo \| 2:2 \| Colo-Colo \| \| 7 de octubre \| Río de Janeiro \| Flamengo \| 7:0 \| Universidad de Chile \| \| 7 de octubre \| Asunción \| Olimpia \| 2:1 \| Colo-Colo \| |                |                      |           |                      |
| Fecha | Lugar          | Local                | Resultado | Visitante            |
| 27 de julio | Río de Janeiro | Flamengo             | 2:1       | Olimpia              |
| 28 de julio | Santiago       | Universidad de Chile | 0:2       | Colo-Colo            |
| 4 de agosto | Santiago       | Colo-Colo            | 0:4       | Flamengo             |
| 4 de agosto | Asunción       | Olimpia              | 2:1       | Universidad de Chile |
| 12 de agosto | Santiago       | Colo-Colo            | 1:0       | Olimpia              |
| 26 de agosto | Santiago       | Universidad de Chile | 2:0       | Flamengo             |
| 8 de septiembre | Asunción       | Olimpia              | 3:1       | Flamengo             |
| 9 de septiembre | Santiago       | Colo-Colo            | 0:0       | Universidad de Chile |
| 15 de septiembre | Santiago       | Universidad de Chile | 1:2       | Olimpia              |
| 21 de septiembre | Río de Janeiro | Flamengo             | 2:2       | Colo-Colo            |
| 7 de octubre | Río de Janeiro | Flamengo             | 7:0       | Universidad de Chile |
| 7 de octubre | Asunción       | Olimpia              | 2:1       | Colo-Colo            |

### Tabla de segundos puestos
Los tres equipos mejor ubicados en esta tabla accedieron a los cuartos de final, junto con los cinco primeros.
| Equipo       | Gr. | Pts. | PJ | PG | PE | PP | GF | GC | DG |
| ------------ | --- | ---- | -- | -- | -- | -- | -- | -- | -- |
| Palmeiras    | A   | 11   | 6  | 3  | 2  | 1  | 19 | 10 | 9  |
| Flamengo     | E   | 10   | 6  | 3  | 1  | 2  | 16 | 8  | 8  |
| Corinthians  | B   | 10   | 6  | 3  | 1  | 2  | 10 | 5  | 5  |
| Boca Juniors | C   | 10   | 6  | 3  | 1  | 2  | 10 | 5  | 5  |
| Nacional     | D   | 10   | 6  | 3  | 1  | 2  | 10 | 6  | 4  |

## Fases finales

### Cuadro de desarrollo
|  | Cuartos de final                | Cuartos de final                | Cuartos de final                | Cuartos de final                |   |           | Semifinales                       | Semifinales                       | Semifinales                       | Semifinales                       |  |           | Final                | Final                | Final                | Final                |  |
|  | 22 de octubre al 5 de noviembre | 22 de octubre al 5 de noviembre | 22 de octubre al 5 de noviembre | 22 de octubre al 5 de noviembre |   |           | 18 de noviembre al 9 de diciembre | 18 de noviembre al 9 de diciembre | 18 de noviembre al 9 de diciembre | 18 de noviembre al 9 de diciembre |  |           | 16 y 20 de diciembre | 16 y 20 de diciembre | 16 y 20 de diciembre | 16 y 20 de diciembre |  |
|  |                                 |                                 |                                 |                                 |   |           |                                   |                                   |                                   |                                   |  |           |                      |                      |                      |                      |  |
|  |                                 |                                 |                                 |                                 |   |           |                                   |                                   |                                   |                                   |  |           |                      |                      |                      |                      |  |
|  | Cruzeiro                        | 3                               | 2                               | 5                               |   |           |                                   |                                   |                                   |                                   |  |           |                      |                      |                      |                      |  |
|  | Cruzeiro                        | 3                               | 2                               | 5                               |   |           |                                   |                                   |                                   |                                   |  |           |                      |                      |                      |                      |  |
|  | Palmeiras                       | 7                               | 0                               | 7                               |   |           |                                   |                                   |                                   |                                   |  |           |                      |                      |                      |                      |  |
|  | Palmeiras                       | 7                               | 0                               | 7                               |   | Palmeiras | 0                                 | 3                                 | 3                                 |                                   |  |           |                      |                      |                      |                      |  |
|  |                                 |                                 |                                 |                                 |   | Palmeiras | 0                                 | 3                                 | 3                                 |                                   |  |           |                      |                      |                      |                      |  |
|  |                                 |                                 | San Lorenzo                     | 1                               | 0 | 1         |                                   |                                   |                                   |                                   |  |           |                      |                      |                      |                      |  |
|  | Corinthians                     | 1                               | San Lorenzo                     | 1                               | 0 | 1         | 1                                 | 2                                 |                                   |                                   |  |           |                      |                      |                      |                      |  |
|  | Corinthians                     | 1                               |                                 |                                 |   |           |                                   |                                   |                                   |                                   |  |           |                      |                      |                      |                      |  |
|  | San Lorenzo                     | 2                               | 2                               | 4                               |   |           |                                   |                                   |                                   |                                   |  |           |                      |                      |                      |                      |  |
|  | San Lorenzo                     | 2                               | 2                               | 4                               |   |           |                                   |                                   |                                   |                                   |  | Palmeiras | 3                    | 3                    | 6                    |                      |  |
|  |                                 |                                 |                                 |                                 |   |           |                                   |                                   |                                   |                                   |  | Palmeiras | 3                    | 3                    | 6                    |                      |  |
|  |                                 |                                 | Flamengo                        | 4                               | 3 | 7         |                                   |                                   |                                   |                                   |  |           |                      |                      |                      |                      |  |
|  | Peñarol                         | 0                               | Flamengo                        | 4                               | 3 | 7         | 3                                 | 3                                 |                                   |                                   |  |           |                      |                      |                      |                      |  |
|  | Peñarol                         | 0                               |                                 |                                 |   |           |                                   |                                   |                                   |                                   |  |           |                      |                      |                      |                      |  |
|  | Olimpia                         | 1                               | 0                               | 1                               |   |           |                                   |                                   |                                   |                                   |  |           |                      |                      |                      |                      |  |
|  | Olimpia                         | 1                               | 0                               | 1                               |   | Peñarol   | 0                                 | 3                                 | 3                                 |                                   |  |           |                      |                      |                      |                      |  |
|  |                                 |                                 |                                 |                                 |   | Peñarol   | 0                                 | 3                                 | 3                                 |                                   |  |           |                      |                      |                      |                      |  |
|  |                                 |                                 | Flamengo                        | 3                               | 2 | 5         |                                   |                                   |                                   |                                   |  |           |                      |                      |                      |                      |  |
|  | Flamengo                        | 1                               | Flamengo                        | 3                               | 2 | 5         | 4                                 | 5                                 |                                   |                                   |  |           |                      |                      |                      |                      |  |
|  | Flamengo                        | 1                               |                                 |                                 |   |           |                                   |                                   |                                   |                                   |  |           |                      |                      |                      |                      |  |
|  | Independiente                   | 1                               | 0                               | 1                               |   |           |                                   |                                   |                                   |                                   |  |           |                      |                      |                      |                      |  |
|  | Independiente                   | 1                               | 0                               | 1                               |   |           |                                   |                                   |                                   |                                   |  |           |                      |                      |                      |                      |  |
|  |                                 |                                 |                                 |                                 |   |           |                                   |                                   |                                   |                                   |  |           |                      |                      |                      |                      |  |

- Nota: En cada llave, el equipo que ocupa la primera línea es el que definió la serie como local.

### Cuartos de final
| 22 de octubre de 1999 | Palmeiras                                                 | 7:3 (1:2) | Cruzeiro                                | Estadio Palestra Itália, São Paulo |                              |
|                       | Nunes 16' 90' · Evair 56' 79' · Alex 77' · Euller 86' 90' |           | Isaías 19' · Ricardinho 28' · Ramos 84' | Árbitro(s): Cláudio Cerdeira       | Árbitro(s): Cláudio Cerdeira |

| 29 de octubre de 1999 | Cruzeiro               | 2:0 (1:0) | Palmeiras | Estadio Mineirão, Belo Horizonte       |                                        |
|                       | Müller 45' · Valdo 48' |           |           | Árbitro(s): Jorge dos Santos Travassos | Árbitro(s): Jorge dos Santos Travassos |

| 21 de octubre de 1999 | San Lorenzo                           | 2:1 (1:1) | Corinthians    | Estadio Pedro Bidegain, Buenos Aires |                            |
|                       | Márcio Costa 43' (a.g.) · Córdoba 66' |           | Ricardinho 25' | Árbitro(s): Gustavo Méndez           | Árbitro(s): Gustavo Méndez |

| 27 de octubre de 1999 | Corinthians | 1:2 (1:1) | San Lorenzo            | Estadio Pacaembú, São Paulo      |                                  |
|                       | Edílson 14' |           | Franco 17' · Romeo 51' | Árbitro(s): Mario Sánchez Yantén | Árbitro(s): Mario Sánchez Yantén |

| 20 de octubre de 1999 | Olimpia    | 1:0 (0:0) | Peñarol | Estadio Defensores del Chaco, Asunción |                             |
|                       | Monzón 70' |           |         | Árbitro(s): Antônio Pereira            | Árbitro(s): Antônio Pereira |

| 27 de octubre de 1999 | Peñarol                       | 3:0 (1:0) | Olimpia | Estadio Centenario, Montevideo |                            |
|                       | Cedrés 15' · Pandiani 49' 64' |           |         | Árbitro(s): Daniel Giménez     | Árbitro(s): Daniel Giménez |

| 2 de noviembre de 1999 | Independiente | 1:1 (0:0) | Flamengo         | Estadio La Doble Visera, Avellaneda |                               |
|                        | Calderón 76'  |           | Fábio Baiano 60' | Árbitro(s): Epifanio González       | Árbitro(s): Epifanio González |

| 5 de noviembre de 1999 | Flamengo                                         | 4:0 (3:0) | Independiente | Estadio de Maracaná, Río de Janeiro |  |
|                        | Machado 17' 55' · Fábio Baiano 20' · Romário 24' |           |               |                                     |  |

### Semifinales
| 18 de noviembre de 1999 | San Lorenzo        | 1:0 (0:0) | Palmeiras | Estadio Pedro Bidegain, Buenos Aires |                                  |
|                         | Córdoba 57' (pen.) |           |           | Árbitro(s): Mario Sánchez Yantén     | Árbitro(s): Mario Sánchez Yantén |

| 7 de diciembre de 1999 | Palmeiras                              | 3:0 (1:0) | San Lorenzo | Estadio Palestra Itália, São Paulo |                            |
|                        | Júnior Baiano 3' · Arce 75' 90' (pen.) |           |             | Árbitro(s): Gustavo Méndez         | Árbitro(s): Gustavo Méndez |

| 25 de noviembre de 1999 | Flamengo                            | 3:0 (2:0) | Peñarol | Estadio de Maracaná, Río de Janeiro |                           |
|                         | Leandro 29' · Maurinho 44' · Lê 82' |           |         | Árbitro(s): Ubaldo Aquino           | Árbitro(s): Ubaldo Aquino |

| 9 de diciembre de 1999 | Peñarol                                   | 3:2 (1:0) | Flamengo                           | Estadio Centenario, Montevideo      |                                     |
|                        | Bengoechea 45' 90' (pen.) · M. García 79' |           | Athirson 70' (pen.) · Reinaldo 78' | Árbitro(s): Eduardo Gamboa Martínez | Árbitro(s): Eduardo Gamboa Martínez |

### Final

#### Ida
| 16 de diciembre de 1999, 21:15 (UTC-3) | Flamengo                              | 4:3 (1:1) | Palmeiras                                    | Estadio de Maracaná, Río de Janeiro                         |                                                             |
|                                        | Juan 6' · Caio 71' 75' · Reinaldo 85' |           | Júnior Baiano 45' · Asprilla 65' · Nunes 73' | Asistencia: 83 414 espectadores Árbitro(s): Wilson de Souza | Asistencia: 83 414 espectadores Árbitro(s): Wilson de Souza |

#### Vuelta
| 20 de diciembre de 1999, 22:10 (UTC-3) | Palmeiras                       | 3:3 (1:0) | Flamengo                        | Estadio Palestra Itália, São Paulo                          |                                                             |
|                                        | Arce 21' (pen.) 58' · Nunes 66' |           | Caio 46' · Rodrigo 57' · Lê 83' | Asistencia: 27 650 espectadores Árbitro(s): Luciano Almeida | Asistencia: 27 650 espectadores Árbitro(s): Luciano Almeida |

|                              |
|                              |
| Campeón Flamengo 1.er título |

## Estadísticas

### Clasificación general
| Pos. | Equipo               | Pts | PJ | PG | PE | PP | GF | GC | Dif. | Rend.  |
| ---- | -------------------- | --- | -- | -- | -- | -- | -- | -- | ---- | ------ |
| 1    | Flamengo             | 21  | 12 | 6  | 3  | 3  | 33 | 18 | 15   | 58,33% |
| 2    | Palmeiras            | 18  | 12 | 5  | 3  | 4  | 35 | 23 | 12   | 50%    |
| 3    | San Lorenzo          | 21  | 10 | 7  | 0  | 3  | 13 | 10 | 3    | 70%    |
| 4    | Peñarol              | 18  | 10 | 5  | 3  | 2  | 16 | 13 | 3    | 60%    |
| 5    | Cruzeiro             | 19  | 8  | 6  | 1  | 1  | 21 | 9  | 12   | 79,16% |
| 6    | Olimpia              | 15  | 8  | 5  | 0  | 3  | 11 | 10 | 1    | 62,50% |
| 7    | Independiente        | 12  | 8  | 3  | 3  | 2  | 8  | 10 | −2   | 50%    |
| 8    | Corinthians          | 10  | 8  | 3  | 1  | 4  | 12 | 9  | 3    | 41,66% |
| 9    | Boca Juniors         | 10  | 6  | 3  | 1  | 2  | 10 | 5  | 5    | 55,55% |
| 10   | Nacional             | 10  | 6  | 3  | 1  | 2  | 10 | 6  | 4    | 55,55% |
| 11   | São Paulo            | 10  | 6  | 3  | 1  | 2  | 11 | 8  | 3    | 55,55% |
| 12   | Vasco da Gama        | 8   | 6  | 2  | 2  | 2  | 9  | 8  | 1    | 44,44% |
| 13   | Grêmio               | 8   | 6  | 2  | 2  | 2  | 5  | 6  | –1   | 44,44% |
| 14   | Colo-Colo            | 8   | 6  | 2  | 2  | 2  | 6  | 8  | –2   | 44,44% |
| 15   | River Plate          | 7   | 6  | 2  | 1  | 3  | 8  | 11 | –3   | 38,88% |
| 16   | Universidad de Chile | 4   | 6  | 1  | 1  | 4  | 4  | 13 | –9   | 22,22% |
| 17   | Vélez Sarsfield      | 3   | 6  | 0  | 3  | 3  | 3  | 9  | –6   | 16,66% |
| 18   | Universidad Católica | 3   | 6  | 1  | 0  | 5  | 2  | 13 | –11  | 16,66% |
| 19   | Cerro Porteño        | 2   | 6  | 0  | 2  | 4  | 9  | 17 | –8   | 11,11% |
| 20   | Racing Club          | 0   | 6  | 0  | 0  | 6  | 2  | 22 | –20  | 0%     |

### Goleadores
| Jugador                    | Club         | Goles |
| -------------------------- | ------------ | ----- |
| Romário                    | Flamengo     | 8     |
| Marcelo Silva Ramos        | Cruzeiro     | 6     |
| Guillermo Barros Schelotto | Boca Juniors | 5     |
| Walter Pandiani            | Peñarol      | 5     |
| Martín Cardetti            | River Plate  | 4     |
| Euller                     | Palmeiras    | 4     |
| Evair                      | Palmeiras    | 4     |
| Fernando Baiano            | Corinthians  | 4     |
| França                     | São Paulo    | 4     |
| Paulo Nunes                | Palmeiras    | 4     |
| Milton Núñez               | Nacional     | 4     |
| Oséas                      | Palmeiras    | 4     |
| Bernardo Romeo             | San Lorenzo  | 4     |